# カリム・アイ＝ファナ
カリム・アイ＝ファナ（アラビア語: كريم آيت فانا、ラテン語: Karim Aït-Fana、1989年2月25日 - ）は、フランス・リモージュ出身の元モロッコ代表のサッカー選手。
姓はアイト＝ファナやエイト＝ファナとも表記される。アルー出身の父とメクネス出身の母とモロッコ人の両親の下、フランスで生まれた。

## 経歴
リモージュで生まれると、地元のエア・リモージュでキャリアを始めた。13歳の時、フローラン・マルダやステファヌ・ダルマなどを輩出してきたLBシャトールーのユースアカデミーに所属。また、平日にシャトールーでトレーニングしながら、週末には地元のリモージュFCでプレーしていた。アカデミーで2シーズン過ごした後、モンペリエHSCへ加入した。
2006年5月12日、2005-06シーズンのリーグ・ドゥ最終節ル・アーヴルAC戦に0-1と負けている中、残り時間9分のところで出場し、プロデビューを果たした。翌シーズンは出場試合が13に増えた。2007年4月27日のLBシャトールー戦で初ゴールを決めるも、1-3で敗北した。最終節のFCリブルヌ戦で、チーム唯一の2ゴールを決め5-0で勝利した。この2007-08シーズンの出場数は大幅に増加し、37試合となった。
2008-09シーズン、チームがリーグ・アンに昇格を決める中でアイ＝ファナは、シーズン終盤の昇格争い真っ只中のEAギャンガン戦での決勝ゴールを含め、自己最高の6ゴールを記録した。チームとしても個人としても成功のシーズンを過ごし、さらに2012年まで契約を延長した。リーグ・アンでの最初のシーズンは、5戦無敗で一時期2位につく好調さの中、アイ＝ファナはオリンピック・マルセイユ戦などで4ゴールを記録した。
2011-12の最後のホームゲームリールに途中出場するとロスタイムに決勝ゴールを決め、重要な勝利に大きく貢献した。

## 代表
アイ＝ファナは、U-16フランス代表からU-19まで格カテゴリーで毎年プレーしていた。その後1年半以上代表から遠ざかっていたため、フランス生まれのモロッコ人マルアーヌ・シャマフのように、モロッコ代表でプレーすることが推測された。しかし、2009年10月1日にU-21代表監督のエリク・モンバエルツにUEFA U-21欧州選手権2011予選リーグの9日マルタ戦・ベルギー戦に向け、チームメイトのマプ・ヤンガ＝エムビワと共に招集された。マルタ戦で76分から出場しU-21代表デビューをすると、すぐさまゴールを決め2-0とし、勝利を確実なものとした。
2012年5月25日、マラケシュで行われたセネガルとの親善試合でモロッコ代表として初キャップを記録した。